# Hong Kong Toolbar
Hong Kong Toolbar（簡稱：HKToolbar）是一個由香港商業電台旗下商台互動開發的多媒體資訊、結合點對點及即時通訊技術的免費軟件，作為商業電台網上數碼高清廣播平台，同時配合商台網站881903.com提供視像節目重溫「視電台」及文字新聞資訊。
商台曾於2010年申請香港數碼聲音廣播牌照，後來認為數碼聲音廣播欠缺互動，決定資源集中投放在Hong Kong Toolbar網上互動平台上。2011年5月推出兩條全新高清頻道，改良現有的網上廣播服務，讓全港超過2,500,000用戶享受音質媲美CD水準的聽覺新體驗。現時高清頻道並沒有提供立體聲。
Hong Kong Toolbar支播多種作業系統，包括Windows、Mac OS、及各主流智能手機平台iOS和Android等。Hong Kong Toolbar榮膺「2009香港資訊及通訊科技獎：最佳商業系統(應用)」銀獎。截至2010年6月，共錄得2,100,100成功下載。
商業電台網站在2014年7月28日起推出全新直播功能，取代電腦版Hong Kong Toolbar，手機Hong Kong Toolbar應用程式則繼續開發。

## 功能
- 商業電台網上數碼高清廣播
- 收看影片頻道，包括一口戲、叱咤樂壇流行榜頒獎典禮及饑饉三十等直播及重播
- 顯示即時本港及國際新聞題要、財經消息、體育及娛樂新聞等資訊
- 多媒體互動內容如881投票站及叱咤樂壇流行榜頒獎典禮投票站等，加強電台主持與聽眾間之互動

### Windows版專有功能
- 獨立於瀏覽器運作，但只設Windows工作列上的操作按鈕

### Mac版專有功能
- 獨立於瀏覽器的完整工具列操作介面

### 手機版專有功能
- 查閱節目表
- 節目現場嘉賓與主持之相片
- 透過facebook及twitter分享資訊（只限iOS）

## 頻道
- 香港商業電台網上直播頻道
  - 雷霆881（商業一台），另設音質更佳的高清881
  - 叱咤903（商業二台），另設音質更佳的高清903
  - AM864

## 系統基本要求

### Windows
- Internet Explorer 6或以上；或FireFox3.0或以上
- Windows 7 / Vista / XP / 2003 / 2000 32位元

參考

### Mac
- Mac OS X v10.6 或以上

參考

### 手機版
- iOS6.0或以上 或 Android2.3或以上 或 Windows Phone7.5或以上

## 歷程
2008年6月24日，商業電台網站 881903.com 大革新，旗下商台互動推出自家開發軟件Hong Kong Toolbar，取締舊版網站原用的 MMS 和 RTSP 網上直播服務。數天後，商台於其網頁內回覆有限度的網上直播服務。雖然其服務標明為Mac用戶網上直播，但實際上只要支援 MMS 和 RTSP 皆可使用。
2008年8月28日，商台互動宣佈Hong Kong Toolbar正式脫離試用版，當時已有423377人下載。
2008年12月31日，Hong Kong Toolbar正式推出後半年。大約有一半的用家是於香港以外的地區使用。已有超過70個國家的用家下載Toolbar，最多用家下載的國家依次為中國大陸、馬來西亞、美國及澳大利亚。單就倪震宣佈與周慧敏的婚訊於上載Toolbar後3分鐘內，瀏覽人次已超過16,000。
2009年2月7日，Hong Kong Toolbar更新至版本3.3.4，主要增加了通知功能（單按工具列的圖示時會顯示當前的播放狀態）。同年4月推出Hong Kong Toolbar的Mac OS版本，介面和功能基本上和Windows版本一樣。5月首次在Toolbar上加入廣告，宣傳HTC Touch Diamond 2。6月開始提供簡體中文版。截至10月一共有170萬人次下載Hong Kong Toolbar。11月底開始正式提供iPhone版的HKToolbar Mobile。
2009年12月底更新至4.0版，新增了HKTB Player串流影片播放器，以準備作直播09年叱咤頒獎禮，但視像頻道並非恆常頻道。另外增加了手動升級功能，但取消了暫停播放功能。2009年12月28日iPhone版推出1.2版，增加穩定性和流暢度，當時已經有超過7萬5千人下載。
2010年1月1日首次以Windows版Hong Kong Toolbar視像直播2009年度叱咤樂壇流行榜頒獎典禮，高峰期有超過16萬人同時收看。
2010年4月28日更新至5.0版，增加支援代理伺服器功能。
2010年6月24日商台撤回數碼廣播牌照申請，認為數碼聲音廣播不夠互動，決定資源集中投放在Hong Kong Toolbar之類的網上互動平台上。總經理陳靜嫻指出若申請數碼廣播牌照，最少投資2000萬至3000萬元，「之後投入商台互動（Hong Kong Toolbar的開發部門）一定不止這個數」。
2010年7月於新聞資訊旁新增設「叱咤大操場」欄，能透過HKTB上載文字、圖片、擷取畫面、聲音、錄音、影片及網址到叱咤大操場。12月升級支援新版「大操場」的信息欄。
2010年8月9日HKToolbar Mobile更新至2.0版，支援iOS 4.0及增加穩定性。
2011年1月1日以Windows版Hong Kong Toolbar視像直播2010年度叱咤樂壇流行榜頒獎典禮，是商台首次只採用Hong Kong Toolbar作視像直播媒介，高峰期有超過30萬人同時收看。
2011年4月7日HKToolbar Mobile推出Android版，惟推出後首月只能在贊助商HTC旗下指定型號手機上運作，引來其他Android手機用戶投訴。
2011年5月2日推出高清881及高清903兩條新頻道，同樣分別直播雷霆881及叱咤903，但音質比以前大為提升。7月28日，在亳無預告下突然終止聽不停及叱咤咤頻道。因應高清頻道音質大幅提升，對用戶本身的電腦頻寬要求相對提高，商台特意保留原有的標清頻道，讓部份受電腦頻寬所限的用家，視乎情況而選擇適當的廣播質素，隨時隨地在Hong Kong Toolbar收聽到由商業電台提供的直播及特設頻道。
2011年9月推出全新Mac版Hong Kong Toolbar，脫離瀏覽器插件模式，以獨立Flash播放器軟件運行，並有全新介面，即毋須再隨瀏覽器啟動。10月Windows版Hong Kong Toolbar更新至5.0.2.5版，能於瀏覽器關閉後繼續運行，但完整工具列操作介面仍只顯示於瀏覽器上。
2012年1月1日視像直播2011年度叱咤樂壇流行榜頒獎典禮，商台是次只採用Hong Kong Toolbar及其他自行研發的智能手機程式直播叱咤頒獎禮，亦是Mac版Hong Kong Toolbar首次直播叱咤頒獎禮。
2012年1月5日HKToolbar推出Windows Phone版。
現時中國大陸部分用戶因連接被重置而無法下載或更新，但已安裝的用戶仍能收聽所有頻道（視像頻道需要4.0版本，高清聲音頻道需要5.0版本）及接收新聞資訊標題。

## 評價

### 正面評價
Hong Kong Toolbar採用P2P技術，避免舊式串流技術有線上聽眾人數的限制，令接收更穩定，音質更清晰。但這也代表聽眾在收聽時需要貢獻部份上載頻寬。
它有「暫停」和「同步」功能，可於原位繼續收聽，令聽眾不會錯過精彩環節，是早期版本的賣點，但由4.0版開始取消。

### 負面評價
有用戶不滿Hong Kong Toolbar必須隨瀏覽器啟動，對只想收聽直播來說是浪費電腦資源。另外它必需經安裝後才能使用，而當時商台又未推出Mac版本並取消原有的MMS和RTSP網上直播服務，使Mac用戶及在使用受限制電腦而不能安裝Toolbar的用戶不能收聽直播，但MMS和RTSP直播服務於大量用戶投訴後恢復。
由2008年度開始，投選叱咤樂壇流行榜頒獎典禮我最喜愛的男、女歌手、組合時必須使用Hong Kong Toolbar，有強迫安裝軟件之嫌。

## 舊有頻道
- 聲音頻道
  - CCCMMM（页面存档备份，存于）。
  - 國語類（页面存档备份，存于），網上音樂頻道，由 Vani 主持，每天不停播放不同年代的國語流行音樂。
  - 七∞（擒七打8）（页面存档备份，存于），網上音樂頻道，由泰山主持，每天不停播放70及80年代的流行音樂。
  - 聽不停（页面存档备份，存于），網上音樂頻道，由昆頓主持，每天不停播放本地及外國流行音樂。
  - 叱咤咤，網上音樂頻道，由梁文禮主持，每天不停播放最新派台歌。
  - 星火燎原（页面存档备份，存于），雷霆881節目，由火燎森及孫柏文主持，談論中港歐美經濟形勢，提供最近3集的節目重播。
  - 串（页面存档备份，存于），雷霆881節目，由潘小濤主持，每晚探討全球華人關心的社會話題，每晚直播並提供最近5集的節目重播。
  - 早霸王（页面存档备份，存于），叱咤903節目，由森美及小儀主持，提供最近3集的節目重播。

## 外部連結
- Hong Kong Toolbar（iOS版本）下載頁（页面存档备份，存于）
- Hong Kong Toolbar（Android版本）下載頁（页面存档备份，存于）
- Hong Kong Toolbar（Windows Phone版本）下載頁（页面存档备份，存于）